# مايك ماسي
مايك ماسي (من مواليد 31 مارس 1982) هو مغنٍ وكاتب أغانٍ ومؤدٍ وملحن ومغنٍ وعازف بيانو وممثل لبناني،  يلعب مايك الدور الرائد في الموسيقى الفرنسية من تأليف باسكال أوبيسبو وكريستوف باراتييه، ومن إنتاج شركة سوني للموسيقى.
توزعت أعماله بين أكثر من 9 ألبومات والعديد من مقاطع الفيديو والعروض الموسيقية المتعددة والمسلسلات التلفزيونية والأفلام القصيرة والمسرحيات، بدأ حياته المهنية في 2003 بإصدار ألبوم من التراتيل الروحية، Ila ssama atba'ouka
صدر ألبومه الأول Ya Zaman (Ô Good Old Days) في عام 2011 لإشادة النقاد، مشيدًا بألحان الحنين إلى الشرق والتناغم الصارم للباروك والجذور الأولية لإيقاعات الجاز، وقد شارك فيه بين 32 موسيقيًا لبنانيًا وبلجيكيًا، ذروته يا صامان على رأس المخططات اللبنانية، وحصل على جائزة Murex d'Or (جائزة Golden Murex) عن «الابتكار في الموسيقى» في 2012
في عام 2017 أصدر مايك ماسي أول إصدار له باللغة الفرنسية بعنوان "Le Délire". وحقق هذا البرنامج نجاحًا في الرسوم البيانية للموسيقى العالمية في أوروبا، حيث وصل إلى المرتبة الأولى على "iTunes" في «سويسرا» والثالثة في «فرنسا»
في أيار / مايو 2018 أصدر ماسي ألبومه الأخير «برافو» الذي ضم 9 مقطوعات باللغتين اللبنانية والأدبية، وتم كتابته وتسجيله بين بروكسل وبيروت، جمع مايك ماسي بين الأغاني الحادة والألحان الشعبية، وأطلق تحدي الصوت الجديد، مع مزيج دقيق من التقاليد والحداثة، يعد هذا الألبوم هو الموقع الجديد لمايك ماسي، الذي يدير عملية الانتقال من التقليدية إلى الحديثة بسهولة مذهلة.

## ديسكغرفي
- ايلا سما عتبة (2003)
- Itsy Bitsy Spider (موسيقى تصويرية) (2008)
- يا زمان (2011)
- تنورة ماكسي (موسيقى تصويرية) (2012)
- ب بيروت (أغنية ماراثون بيروت الرسمية) (2012)
- أغنية امرأة واحدة (أغنية المرأة للأمم المتحدة لليوم العالمي للمرأة) (2014)
- نصيج (مايك ماسي، إياد وساري خليفة) (2014)
- Kalbon Kabeer (أغنية BraveHeart NGO) (2015)
- أنتا هورياتي [نسخة معدلة] (2016)
- كرمالي بالتعاون مع جمعية ABAAD غير الحكومية والنساء الناجيات من العنف المنزلي (2016)
- Le Délire، الأغاني الفرنسية EP التي تحتوي على غلاف "Ne Me Quitte Pas" للمخرج الأسطوري جاك بريل، المقتبس باللغة اللبنانية (2017)
- Jésus de Nazareth à Jérusalem موسيقى تصويرية في فرنسا (2017)
- برافو (2018)

## جوائز
| عام  | جائزة      | الفئة                | عمل       | نتيجة |
| ---- | ---------- | -------------------- | --------- | ----- |
| 2011 | موريكس دور | الابتكار في الموسيقى | "يا زمان" | فوز   |

## روابط خارجية
- مايك ماسي على موقع ميوزك برينز (الإنجليزية)

- الموقع الرسمي